# Abaiang
Abaiang (parfois écrit Apaiang, même prononciation) est un atoll de la république des Kiribati.
Son nom signifie en gilbertin « terre du nord » (aba « terre », iang « nord ») ou « terre du vent » (te ang, « le vent »). Avant de retrouver son nom autochtone, elle fut baptisée, au début du XIXe siècle, Charlotte Island du nom du bateau (transport de bagnards) du capitaine Thomas Gilbert qui la vit pour la première fois en 1788 qui l'avait baptisée Matthew's Island, du nom du propriétaire de la Charlotte.

## Géographie
Abaiang est le quatrième atoll (sur les seize) le plus au nord de l'archipel des Gilberts. Le lagon fait 25,7 km de long sus 8 de large) et fournit un mouillage abrité sur une superficie de 230 km2. Son plus proche voisin est l'atoll de Tarawa à une dizaine de kilomètres au sud.
En 2020, L'atoll compte 5 872 habitants répartis sur 16,4 km2 dans 18 villages. Le village principal est Nuotaea, avec une population de 510 habitants en 2015 et de 559 habitants en 2010. Les autres villages importants sont Tuarabu (560 habitants), désormais plus peuplé que Nuotaea en 2015, Tabontebike (255 habitants) et Koinawa (415 habitants, qui abrite une très belle église catholique, Notre-Dame du Rosaire).

## Histoire
Pendant la Seconde Guerre mondiale, l’armée impériale japonaise a occupé l'atoll de décembre 1941 à novembre 1943. Il a été récupéré par l’armée américaine et utilisé comme base de rassemblement offensive. 

## Localités
La liste des 18 localités avec la population lors du dernier recensement (2015) est la suivante :
- Ribono, 441 hab.,
- Takarano, 310,
- Ubanteman, 119,
- Tebunginako, 461,
- Borotiam, 375,
- Aonobuaka, 473
- Koinawa, 415
- Morikao, 104,
- Evena, 216
- Taburao, 268
- Tebero, 158
- Tabwiroa, 240
- Tuarabu, 537
- Tanimaiaki, 354
- Tebwanga, 333
- Aoneaba, 29
- Tabontebike, 255
- Nuotaea, 510.

## Transports
L'atoll possède un aéroport, l'aéroport d'Abaiang (code AITA : ABF).

## Culture
L'atoll a servi de modèle à l'île fictive d'Escondida, théâtre de La Ballade de la mer salée, premier volume des aventures de la bande dessinée Corto Maltese.

## Source
- (en) Cet article est partiellement ou en totalité issu de l’article de Wikipédia en anglais intitulé « Abaiang » (voir la liste des auteurs).